# Hrabstwo Morris (Kansas)

Piramida wieku hrabstwa

Hrabstwo Morris – hrabstwo położone w USA w stanie Kansas z siedzibą w mieście Council Grove. Założone 11 lutego 1859 roku.

## Miasta
- Council Grove
- White City
- Dwight
- Wilsey
- Dunlap
- Parkerville
- Latimer

## Sąsiednie Hrabstwa
- Hrabstwo Geary
- Hrabstwo Wabaunse
- Hrabstwo Lyon
- Hrabstwo Chase
- Hrabstwo Marion
- Hrabstwo Dickinson